# Commonwealth Games 1978/Badminton
Die 11. Commonwealth Games fanden vom 3. bis 12. August 1978 in der kanadischen Stadt Edmonton statt. Folgend die Medaillengewinner im Badminton.

## Finalresultate
| Disziplin    | Sieger                    | Finalist                         | Ergebnis           |
| ------------ | ------------------------- | -------------------------------- | ------------------ |
| Herreneinzel | Prakash Padukone          | Derek Talbot                     | 15–9, 15–8         |
| Dameneinzel  | Sylvia Ng                 | Katherine Swee Phek Teh          | 11–5, 11–3         |
| Herrendoppel | Ray Stevens Mike Tredgett | Moo Foot Lian Ong Beng Teong     | 15-10, 15–5        |
| Damendoppel  | Nora Perry Anne Statt     | Claire Backhouse Jane Youngberg  | 10-15, 15–2, 15–12 |
| Mixed        | Mike Tredgett Nora Perry  | Billy Gilliland Joanna Flockhart | 15-7, 15-7         |
| Team         | England                   | Kanada                           | 4-1                |

## Medaillengewinner
| Disziplin    | Gold | Silber | Bronze |
| ------------ | --- | --- | --- |
| Herreneinzel | Prakash Padukone | Derek Talbot | Ray Stevens |
| Dameneinzel  | Sylvia Ng | Katherine Swee Phek Teh | Wendy Clarkson |
| Herrendoppel | Ray Stevens Mike Tredgett | Moo Foot Lian Ong Teong Boon | Bryan Purser Richard Purser |
| Damendoppel  | Nora Perry Anne Statt | Claire Backhouse Jane Youngberg | Ami Ghia Kanwal Thakar Singh |
| Mixed        | Mike Tredgett Nora Perry | Billy Gilliland Joanna Flockhart | Derek Talbot Barbara Sutton |
| Mannschaft   | England (Anne Statt, Barbara Sutton, David Eddy, Derek Talbot, Jane Webster, Karen Bridge, Kevin Jolly, Mike Tredgett, Nora Perry, Ray Stevens) | Kanada (Claire Backhouse, Greg Carter, Jamie McKee, Jane Youngberg, Johanne Falardeau, John Czich, Ken Priestman, Lucio Fabris, Sharon Crawford, Wendy Clarkson) | Malaysia (Abu Bakar Sufian, Chee Geok Whee, Moo Foot Lian, James Selvaraj, Katherine Swee Phek Teh, Saw Swee Leong, Sylvia Ng, Ong Teong Boon) |